# Coalville
Coalville är en stad i distriktet North West Leicestershire, i grevskapet Leicestershire i England. Orten har 32 124 invånare (2001).